# Christine Aaftink
Christine Jacoba Aaftink (ur. 25 sierpnia 1966 w Abcoude) – holenderska łyżwiarka szybka, dwukrotna medalistka mistrzostw świata.

## Kariera
Reprezentowała barwy klubu Ijsclub Baambrugge. Największy sukces w karierze osiągnęła w sezonie 1986/1987, kiedy zajęła trzecie miejsce w klasyfikacji końcowej Pucharu Świata na 1000 m. Wyprzedziły ją wtedy tylko Bonnie Blair z USA oraz kolejna Holenderka Ingrid Haringa. W sezonie 1989/1990 trzecie miejsce zajęła w klasyfikacji 500 m, ulegając Angeli Hauck z NRD i Bonnie Blair. Wielokrotnie stawała na podium zawodów tego cyklu, ale odniosła tylko jedno zwycięstwo: 10 marca 1989 roku w Inzell była najlepsza na 500 m. W 1990 roku wywalczyła brązowy medal podczas sprinterskich mistrzostw świata w Tromsø. Wynik ten powtórzyła na rozgrywanych w 1991 roku mistrzostwach świata w Inzell, gdzie lepsze okazały się Niemka Monique Garbrecht oraz Chinka Ye Qiaobo. W 1988 roku wystartowała na igrzyskach olimpijskich w Calgary, zajmując dwunaste miejsce na 1000 m i siedemnaste na dwukrotnie krótszym dystansie. Na rozgrywanych cztery lata później igrzyskach w Albertville, była odpowiednio ósma czwarta i piąta. Na krótszym  z tych dystansów walkę o medal przegrała z Monique Garbrecht. Brała także udział w igrzyskach w Lillehammer w 1994 roku, gdzie na 500 m zajęła dziewiętnaste miejsce, a w biegu na 1000 m była dwudziesta. W 1996 roku zakończyła karierę.

## Osiągnięcia

### Igrzyska olimpijskie
| Olimpiada        | Konkurencja | Miejsce |
| ---------------- | ----------- | ------- |
| Calgary 1988     | 500 m       | 17.     |
| Calgary 1988     | 1000 m      | 12.     |
| Albertville 1992 | 500 m       | 5.      |
| Albertville 1992 | 1000 m      | 4.      |
| Lillehammer 1994 | 500 m       | 19.     |
| Lillehammer 1994 | 1000 m      | 20.     |